# Anna Signeul
Anna Signeul (Falun, 20 de maig de 1961) és una exjugadora de futbol sueca i actual entrenadora de la selecció femenina de Finlàndia. Va ser l'entrenadora nacional de la selecció femenina d'Escòcia des del març del 2005 fins al 2017.

## Trajectòria
Signeul va créixer a la ciutat de Falun i va gaudir de participar en molts esports quan era infant. Com a seguidora de l'IFK Göteborg, va optar pel futbol i es va sumar al club local Falu BS. Quan encara era adolescent, es va unir a l'IK Brage abans de passar la major part de la seva carrera com a jugadora de l'Strömsbro IF. En total, Signeul va jugar 240 partits a la Damallsvenskan, el nivell més alt del futbol femení suec.
Signeul va començar la seva carrera d'entrenadora als 21 anys mentre encara era jugadora de l'IK Brage. Va entrenar l'Strömsbro IF i el Tyresö FF i, des de 1996, va treballar amb l'Associació Sueca de Futbol com a directora de les seleccions juvenils. Sota la tutela de Signeul, Suècia va quedar tercera al Campionat femení sub-18 de la UEFA de 1998 abans de guanyar la competició l'any següent.
El març de 2005, Signeul va ser designada entrenadora de la selecció nacional femenina d'Escòcia. El seu primer èxit va ser menar el país al play-off de classificació per a l'Eurocopa Femenina de Futbol 2009, que va perdre per la regla dels gols en camp contrari contra la selecció de Rússia. També va portar Escòcia a la posició 20a del rànquing femení de la FIFA. Signeul va anunciar el gener de 2017 que deixaria Escòcia després del torneig de l'Eurocopa Femenina de Futbol 2017 per a convertir-se en la seleccionadora de Finlàndia.